# Roseland (Indiana)
Roseland – miasto w Stanach Zjednoczonych, w stanie Indiana, w hrabstwie St. Joseph.